# Un fidanzato per due
Un fidanzato per due (And the Angels Sing) è un film statunitense del 1944 diretto da George Marshall.